# دوري اسطنبول لكرة القدم 1910–11
دوري اسطنبول لكرة القدم 1910–11 هو موسم من دوري اسطنبول لكرة القدم ‏. فاز فيه غلطة سراي.